# Retropinnidae
Famille

Les Retropinnidae forment une famille de poissons de l'ordre des osmeriformes qui comprend les éperlans et les ombres de l'hémisphère sud.
On ne trouve des membres de cette famille qu'en Australie du sud-est et en Nouvelle-Zélande

## Genres et espèces
- Genre Prototroctes 
  - Ombre australien, Prototroctes maraena Günther, 1864.
  - Ombre néozélandais, Prototroctes oxyrhynchus Günther, 1870.

- Genre Retropinna 
  - Éperlan néozélandais, Retropinna retropinna (Richardson, 1848).
  - Éperlan australien, Retropinna semoni (Weber, 1895).
  - Éperlan de Tasmanie, Retropinna tasmanica McCulloch, 1920.

- Genre Stokellia 
  - Éperlan de Stokell, Stokellia anisodon (Stokell, 1941).